# Nemesia bicornis
Nemesia bicornis là một loài thực vật có hoa trong họ Huyền sâm. Loài này được Pers. mô tả khoa học đầu tiên.